# Zauralje Kurgan
Zauralje Kurgan je ruský hokejový tým. Tým hraje ve druhé euroasijské lize (Všeruská hokejová liga). Klub má v barvách červenou a černou. Domácí zápasy odehrává v Mostovik aréně. Klub byl založen roku 1961 se sídlem v Kurganu v Rusku. Je záložním týmem klubu Metallurg Novokuzněck.